# 8 mm 2 : Perversions fatales
Série
8 Millimètres
(1999)
Pour plus de détails, voir Fiche technique et Distribution.
8 mm 2 : Perversions fatales est un film américano-hongrois réalisé par Joseph S. Cardone et sorti directement en vidéo en 2005.
Il a été annoncé comme une suite au film 8 mm de Joel Schumacher sorti en 1999 avec Nicolas Cage, bien que les deux films n'aient aucun élément en commun.

## Synopsis
Fiancés, Tish et David prennent de courtes vacances à Budapest. David est l'avocat du père de Tish, un ambassadeur qui n'approuve pas leur relation, bien que ceci n'affecte en rien la relation entre Tish et David.
Tandis qu'à Budapest les deux fiancés s'adonnent à une presque lune de miel très sexuelle, ils s'engagent dans une partie à trois avec une autre femme, Risa. Ce rendez-vous sexuel a des conséquences inattendues lorsqu'ils reçoivent une lettre contenant des photos de leur ménage à trois. Le maître-chanteur exige 200 000 $. Réalisant que cette escapade pourrait ruiner sa carrière, aussi bien que celle du père de Tish, ils s'aventurent au cœur du Budapest de la pornographie en espérant retrouver Risa. David décide de verser la somme, mais l'échange échoue. Quelqu'un apparaît indiquant que maintenant le prix a augmenté d'un million de dollars.

## Fiche technique
Sauf indication contraire, les informations mentionnées dans cette section peuvent être confirmées par la base de données cinématographiques IMDb,  présente dans la section « Liens externes ».
- Titre original : 8MM 2
- Titre français : 8MM 2 : Perversions fatales
- Réalisation : Joseph S. Cardone
- Scénario : Robert Sullivan
- Photographie : Darko Suvak
- Musique : Tim Jones
- Production : Scott Einbinder et Carol Kottenbrook
- Sociétés de production : Screen Gems, Sandstorm Films (États-Unis) ;  Eurofilm Studio (Hongrie)
- Pays d'origine :  États-Unis,  Hongrie
- Langue : anglais, hongrois
- Format : couleurs - 35 mm - 1,85:1 - Son stéréo
- Genre : thriller, policier
- Durée : 106 minutes
- Dates de sortie (sortie directement en vidéo)[1] :
  - États-Unis : 22 novembre 2005
  - France : 4 janvier 2006 (sortie directement en DVD)
  - Hongrie : 21 mars 2006
  - Belgique : septembre 2010
- Classification[1] :
  -  États-Unis : R – Restricted (Les enfants de moins de 17 ans doivent être accompagnés d'un adulte) (Classé R pour un fort contenu sexuel, la nudité, le langage et l'usage de drogues).
  -  Hongrie : non recommandé en dessous de 18 ans.
  -  France : Interdit aux moins de 16 ans (lors de sa sortie en DVD).
  -  France : Interdit aux moins de 12 ans (lors de sa sortie sur la TV cablée).

## Distribution
- Johnathon Schaech (V. F. : Damien Boisseau) : David Huxley
- Lori Heuring (V. F. : Laura Blanc) : Tish Harrington
- Bruce Davison : l'ambassadeur Harrington
- Julie Benz (V. F. : Ninou Fratellini) : Lynn Kraft
- Zita Görög : Risa
- Robert Cavanah (V. F. : Eric Legrand) : Richard Kraft
- Jane How : Mrs. Harrington
- Alex Scarlis (V. F. : Cédric Dumond): Perry Harrington
- Barna Illyes (V. F. : Edgar Givry) : l'inspecteur Kovach
- Sandra Shine : Cilla
- Georgina Bako : Szofi
- Judit Rusznyák : Bogi
- Judit Diós : Cilla